# Bolsas y Mercados Españoles
Bolsas y Mercados Españoles é uma empresa espanhola e uma das líderes da Europa em gestão de bolsas de valores, atualmente a Bolsas y Mercados Españoles administra as bolsas de valores da Espanha ou seja a empresa é proprietária das bolsas de Madrid, Barcelona, Bilbau e Valência, a empresa atua em outras partes do mundo oferecendo tecnologias de negociação.
A companhia foi fundada em 15 de fevereiro de 2002 após a integração de todas as bolsas de valores da Espanha em apenas uma empresa e desde de julho de 2007 é a Bolsas y Mercados Españoles cotada no IBEX 35 que é o principal índice da Bolsa de Madrid.